# کن هوریئوچی
کن هوریئوچی (انگلیسی: Ken Horiuchi؛ زادهٔ ۲۸ نوامبر ۱۹۶۹) بازیگر اهل ژاپن است.